# 名鉄7000系電車
名鉄7000系電車（めいてつ7000けいでんしゃ）は、名古屋鉄道（名鉄）が1961年から2009年まで運用した電車である。
日本では初めて、運転台を2階に設置した上で最前部に展望席を設けた車両（展望車）である。「パノラマカー」という愛称がつけられ、1962年には鉄道友の会より第5回ブルーリボン賞受賞車両に選出された。改良を加えつつ1975年まで継続して増備され、合計116両が製造された。長期間にわたり名鉄を代表するシンボル的な車両として扱われ、一時期は名鉄では最多両数の形式となり、鉄道ファンからは「名鉄不朽の名車」「永遠の名車」ともいわれている。
本項では、本形式に準じた車両仕様で前面を貫通型として1973年に24両が製造された7700系と、本形式からの改造によって1984年に2両が登場した7100系についても記述する。また、名鉄の社内では5000系以降の高性能車について「SR車」と呼称していることに倣い、本項でもそのように表記する。また、特定の編成について記す場合は、豊橋方の先頭車の車両番号をもって編成呼称とする（例：豊橋方先頭車の車両番号がモ7001の編成であれば「7001編成」）。

## 登場の経緯

### 前史
1955年（昭和30年）に名鉄の副社長に就任した土川元夫は、第二次世界大戦後、日本国外の交通調査資料などを熱心に読み、日本が主権を回復すると積極的に日本国外の鉄道の視察も行っていた。また、1953年（昭和28年）から経営コンサルタントとして名鉄から依頼を受けていた荒木東一郎は、アメリカの交通事情を視察しており、「鉄道は凋落し、自動車の時代になる」と予測していた。これを背景として、土川は「交通機関には寿命がある」という持論のもと、社員には「名鉄が鉄道としての魅力を失わない施策」「営業エリアの拡大につながる新しい乗り物」について社員に考えさせていた。
一方、1948年（昭和23年）に名鉄に入社していた白井昭は、1952年（昭和27年）から乗務員や検修担当者の教育を行う部署である名古屋鉄道教習所の教官として着任していたが、名鉄社内で行われていた「合理化委員会」の会議にも、出席できるものには積極的に出席していた。こうした白井の積極性を見て、土川は白井にも頻繁に声をかけるようになっていた。白井も「聞かれたことを答えるだけではつまらない」と考え、本来の業務とは異なるダイヤ改正などについて考え、土川に意見を伝えるようになっていた。
また、白井はアメリカの鉄道車両や航空機・自動車で興味深いと思ったものをノートに記録し、デザインを研究していた。ある時、白井が土川と車両の話をしていた時に、「前の景色が見える電車を作りたい」と話すと、土川は「それはいいな」とだけ答えたという。

### 未来の見える電車
名鉄では、1959年に冷房装置を搭載した車両として5500系を登場させていた。特別料金を徴収しない列車での冷房化は、戦前にわずかな実績があるのみであり、冷房を搭載した一般列車は日本国内の鉄道他社や乗用車でもほとんど存在せず、一般家庭にも冷房装置などない時代であり、利用者や沿線住民を驚かせた。しかし、白井は5500系に対して「独創的なところが何もない」と感じており、土川からの5500系をどう思うかという質問にも「夢も希望もない」と即答した。そのやりとりの後、白井は「あるべき車両」について土川に長い手紙を書くと、すぐに土川に呼ばれ「今までにない展望車の計画の創造に全面的に努力せよ」という特命が下った。
| イタリアの「セッテベッロ」 |  | モントリオールの「ゴールデン・キャリオット」  |
| イタリアの「セッテベッロ」 |  | モントリオールの 「ゴールデン・キャリオット」 |

土川はイタリアの鉄道を視察した際にイタリア国鉄のETR300電車「セッテベッロ」が気に入ったとされ、このため帰国後に車両部に写真や資料を回付したという話が伝えられているが、土川は「…のような」というようにイメージを縛るような言い方は絶対にしなかったともいわれている。また、当時ライバル視していた近畿日本鉄道（近鉄）の社長である佐伯勇から、10100系「ビスタカー」がブルーリボン賞を受賞したことを自慢されたために、「名鉄もブルーリボン賞を取れる車を」という命令があったともいわれているが、後に白井がブルーリボン賞の受賞式典のために社内で根回しを行った際には、どの部署も鉄道友の会の存在を知らず、「どのような賞なのか説明するのに苦労した」と白井は回想している。
いずれにしても、土川が展望車の実現を望んでいたことは確かで、1960年に役員会で展望車の企画が通ったときには、嬉しそうな顔をしながら白井に企画が通ったことを伝えたという。白井によると、1954年の5000系の企画の中ですでにパノラマカーの図面が含まれていたという。
一方の白井は、アメリカ人の友人から送られた保存鉄道ライブラリに掲載されていた、モントリオールの観光用電車である「ゴールデン・キャリオット」をイメージしていたという。白井は、それまでの展望車が後ろの景色しか見えなかったことについては「過去を見ていることにしかならない」として、このように主張した。
土川もこの「すべての人が前を見られる」というコンセプトに賛成し、さらに「立っている乗客にも前が見えるつくり」を望んだ。
こうして、白井を企画責任者として、展望車の開発が開始された。新型車両の開発は車両を統括する車両部計画課が担当するが、企画責任者の白井は、この時点では教習所の所属のままであった。車輌の製造は日本車輌製造が担当することになった。

### 安全な電車
ところが、名鉄の社内から、この企画に反対する意見があった。
この当時、名鉄では踏切事故が激増していた。1958年12月24日に名古屋本線で特急に使用されていた3850系が踏切でオート三輪と衝突した際には、オート三輪の積荷が可燃物のシンナーであったために炎上して車両は全焼、乗務員・乗客にも死傷者が出ていた。翌1959年にも、10月1日・10月9日・11月20日・11月29日・12月8日と踏切事故が多発しており、乗務員の殉職もあった。こうした事情から、「乗客を危険にさらすわけにはいかない」という理由で、列車の運転を統括する運転部の部長が車両部に対して抗議を申し入れたのである。
しかし、土川はその抗議を受けても、展望車の開発を中止することはしなかったため、車両部では「衝突しても安全な電車」を作らなければならなくなった。安全性の確保を検討するうち、沿線企業の萱場工業からダンパーを先頭部分に設置するという提案があった。計算した結果、オイルダンパーを前面に2本設置することによって、車体を守れるという結果が出たため、衝突の状態や吸収力などのシミュレーションが行われた。
そのほか、運転台へ乗務員がどう出入りするか、運転台からの見通しがどうかなどが検証されたほか、監督官庁にも指導を仰ぎ、車両設計において例外的な認可の箇所を減らすべく検討が行われた。日本では前例がない車両構造のため、監督官庁も扱いに困ったといわれている。
1960年夏には役員会で新造計画が決定した。これを受けて、白井は正式に車両部へ異動となり、新型展望車の開発に専念できるようになった。

### デザイン決定の紆余曲折
1960年8月に入ると、デザインを検討するためにクレイモデルが3種類製作され、その後にモックアップが製作されたが、モックアップは3種類のクレイモデルのどの形とも違うものになった。さらに9月には車両のデザイン画も出来上がり、新聞にも掲載されたが、これもモックアップとは違うものになった。それらはいずれも衝撃吸収用のダンパーを覆うボンネットが突き出たスタイルで、白井の気に入るものではなかった。デザインを提案した日本車輌の担当者は「このデザインのどこが悪い」と憤ったが、白井は土川に「デザインをやり直すべき」と進言、それを受けて土川は「先頭部のデザインをやり直す」と決めた。
このため、日本車輌では日本国有鉄道（国鉄）の臨時車輌設計事務所を通じて、インダストリアルデザイナーの萩原政男(1914年生 - 2002年没)に車輌のデザインを依頼することになった。プレス発表後のデザイン変更は異例のことであった。実は、萩原は小田急電鉄の特急用車両である3000形SE車の計画段階において展望車のデザインの相談を受けていたが、実現していなかった。また、国鉄の車両設計ではデザイナーの名前が出ることはなかったが、それではデザイナーの役割を世の中に認識させることはできなかった。萩原は私鉄の車両であればそれが可能であると考え、国鉄の仕事を辞めて名鉄の展望車の仕事を担当するようになった。
また、車体の色も画家の杉本健吉によって決められることになった。杉本は岸田劉生門下の画家で、名鉄百貨店開業時の包装紙や交通関係のデザインも手がけていた。杉本は当初濃い緑色を考えていたが、車両部の担当者の提案を受け、スカーレット1色とすることになった。
1960年秋には、どんな車両になるかを新聞記者が取材していた際に、親しみやすい愛称として白井が萩原と相談して「パノラマカー」と述べたところ、マスコミではこれを大見出しで報道し、たちまち「パノラマカー」という名称が広まったという。翌年6月1日の運転開始前には、名鉄は「走るパノラマ展望車」とPRし、マスコミは「パノラマ式展望車」などと報道していた。
このような経過を経て登場したのが、7000系パノラマカーである。

## 車両概要
7000系は6両編成で登場し、1967年4月から4両編成も登場した。設計段階では、将来10両編成に増強することを考慮しており、1968年ごろには8両編成での運用も行われたほか、試運転や臨時列車では2両編成や10両編成で運用されたこともある。一方、7700系は1973年4月に4両編成と2両編成が同時に登場した。前面が展望席スタイルではなく貫通構造となっており、1990年以降は全て白帯車の2両編成で運用され、7700系中間車は7000系の編成に組み込まれた。
7000系は系列中に3形式が、7700系は系列中に2形式が存在し、すべての車両が電動車である。制御方式は後述するように5500系と同じ抵抗制御+直並列制御を採用しており、奇数番号の車両 (Mc1,M1) に補助機器を搭載、偶数番号の車両 (Mc2,M2) に制御装置と集電装置を搭載し、奇数番号の車両と偶数番号の車両をもって1つのユニットとして扱うという原則を守ることで、どのような編成にもすることが可能である。名古屋本線上において、ユニットの豊橋側が奇数番号車となる。
モ7000形
7000系の編成において両端の先頭車となる制御電動車 (Mc1,Mc2)。
モ7050形
7000系編成中間に組み込まれる中間電動車 (M1,M2)。
モ7150形
7000系編成中間に組み込まれる中間電動車 (M1,M2) で、工場内での入換用に簡易運転台を装備する。
モ7700形
7700系の編成において両端の先頭車となる制御電動車 (Mc1,Mc2)。
モ7750形
7700系の編成中間に組み込まれる中間電動車  (M1,M2)。
本節では以下、7000系について、1961年の登場当時の仕様を基本として記述し、増備途上での変更点と7700系については別途節を設けて記述する。更新による変更や7100系については沿革で後述する。編成については、編成表を参照のこと。

### 車体
先頭車は車体長19,000 mm・全長19,715 mm、中間車は車体長18,000 mm・全長18,830 mmで、車体幅は2,730 mmである。
車体色は前述のとおりスカーレット■ 1色である。車体側面には近鉄のビスタカーに倣って「パノラマ」というロゴを入れる案があったが、デザインを担当した萩原は「泥臭い」として採用しなかった。

#### 構体
車体はすべて普通鋼製で、軽量化のため強度計算を入念に行った。また、車体の防音にも注力し、床板はキーストンプレートを採用した。
側面窓は日本車輌の提案により、窓柱を車内に収め、ガラスで柱部分も覆う「連続窓」という固定窓構造が採用された。側面のガラスは熱線吸収複層ガラスを使用し、基本的な寸法は幅1,500 mm・高さ850 mmで、ガラスの厚さは外側5 mm・内側5 mmとし、2枚のガラスの間には6 mmの空間を設定している。扉と扉の間では、先頭車ではこのガラスが4枚、中間車では5枚並ぶ。中間車の戸袋部分の窓には幅850 mm・高さ850 mmのガラスを使用した。客用扉は幅1,100 mmの片開き扉を2箇所に配した。
レール上面から床面までの高さは、先頭の展望室が1,040 mm、それ以外の客室では1,150 mmである。

#### 先頭部
| 運転室を2階に上げた先頭部 |  | 前部標識灯と後部標識灯を兼用した標識灯 |
| 運転室を2階に上げた先頭部 |  | 前部標識灯と後部標識灯を兼用した標識灯 |

先頭部の形状は運転室を2階に上げ、最前部まで客室とした。萩原は「ボンネットが突き出していると乗客に事故を連想させて不安を与える」として、前面ガラスを車両先端まで延長し、後述するダンパーを車体の中に収納する構造とした。
前面窓は、当時の日本の技術では曲面の複層ガラスの製造ができなかったことと、製造数の少ない鉄道車両においてはコストが高くなるため、すべて平面ガラスで構成した。前面に使用されたガラスは外側8 mm・内側5 mm とし、2枚のガラスの間には6 mm の空間を設定しており、当時の価格で1枚10万円という高価なものである。
衝突事故対策として、先頭部には最大吸収エネルギー77,000 kgf-m (755.1 kJ)・最大油圧抵抗力250 tf (2,500 kN)のダンパーが2基設置された。このダンパーの中心高さは、当時の大型ダンプカーの荷台底面に合わせてレール面から1,300 mm とし、突き出し部分のバッファーは前部標識灯（前照灯）と一体のケースに収めた。
前照灯は、正面窓の上下に2灯ずつ、合計4灯設けた。このうち、窓下の2灯については、前述のダンパーと一体化されたケースに収めたほか、光源そのものがサーチライト（米国形機関車でのマーズライト）のように円錐を描くように回転することによって、地上から光が明滅しているように見える「旋回式前部標識灯」を採用した。これは運転台にある旋回スイッチを入れることによって作動するもので、対向列車とのすれ違い時に減光していてもスイッチを投入すると旋回を開始する。この前部標識灯は前後切り替えにより赤いフィルターがかかり、後部標識灯（尾灯）としても機能する。非常時には後部標識灯（赤色光）の状態で旋回を行うことも可能である。なお、窓上の2灯については固定式として、運転士の目が疲れないようにしている。
正面窓下中央部には "Phoenix" と記したエンブレムが取り付けられた。これは「ダンプカーに衝突しても無事であるように」という願いを込めたものであるという。行先表示器は設置されていないが、これは岐阜と豊橋を結ぶ特急列車のみに運用することになっていたため、車両そのもので行先と種別を表すという考えによる。車両番号の表記は、それまでは側面窓下中央であったが、7000系では客用扉横の下部に変更された。書体はそれまでと同様のローマン体である。

### 内装
| 車掌台付近と貫通路 |  | 室内からみた展望席。隅柱が露出している |  | 車掌台に設けられた折りたたみ座席 |
| 車掌台付近と貫通路 |  | 室内からみた展望席。隅柱が露出している |  | 車掌台に設けられた折りたたみ座席 |

室内の配色については、落ち着いて気品に満ちた色彩とすることを図った。側壁は窓より上はペールグレー、窓より下はグレーのフロスト柄とし、床の色はグレーで天井をホワイトとした。座席のモケットは灰緑色で、名鉄では「ピーターパン・ブルー」と称している。
連続窓構造のため、客室内には鋼柱が露出しているが、ここに横引式のカーテンをおくことで窓柱を目立たなくした。カーテンはベージュ色を基調とした。座席は転換式クロスシートをシートピッチ900 mmで配置した。ただし戸袋窓部分のみロングシートとしている。
車両間の貫通路は1,200 mm幅の両開き扉とした。
モ7000形の連結面には車掌台を設けたが、使用していないときには客室として使用するように、折りたたみ座席を設けた。客室と車掌台の仕切り壁は設けられていない。また、モ7150形の車端部には工場内での入換用に簡易運転台を設けた。

### 主要機器
主要機器については5500系を基本とし、若干の変更を加えたものとした。

#### 電装品
主制御器は、5500系ではゼネラル・エレクトリックと東京芝浦電気（のちの東芝）の技術提携によってMCM形パッケージ型制御装置が採用されていた。これは、5500系が全車電動車であることから、床下に冷房用電源の搭載スペースを捻出するために採用されていたもので、7000系も全車電動車であることから、同様の理由で採用することになった。7000系で採用されたのは東芝のMC-11C形で、制御器1台で8基の電動機の制御を行う方式(1C8M)の多段電動カム軸式パッケージ型制御装置である。制御段数は、直列・並列とも17段、弱め界磁4段で、直列段と並列段は主幹制御器で指定する方式である。
主電動機については、東洋電機製造の補償巻線付直流直巻整流子電動機であるTDK-825/1-A形が採用されているが、これは5500系で採用されたTDK-825A形とほぼ同型で、出力は5500系の主電動機と同じ75 kWである。また、駆動方式も5500系と同様の中空軸平行カルダン駆動方式で、歯数比の78:16 = 4.875という設定も5500系と同様である。
制動装置（ブレーキ）については、5000系以降の高性能車で採用実績のある発電ブレーキ併用のHSC-D形電磁直通ブレーキが採用された。

#### 台車

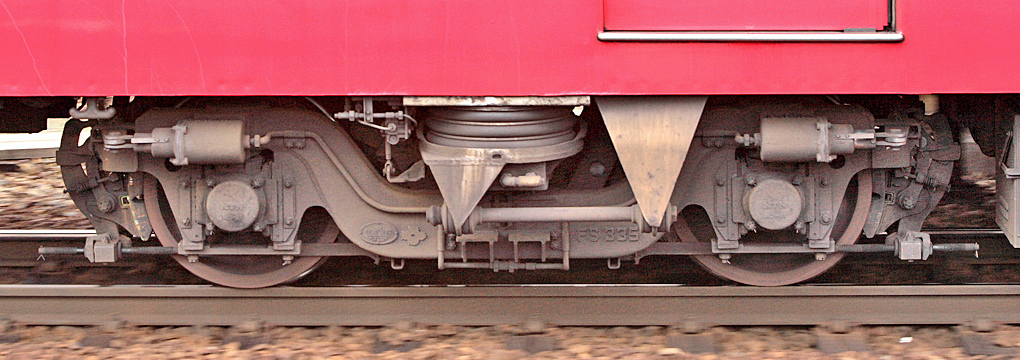
名鉄では初の空気ばね台車となったFS335形

台車は、住友金属工業製のペデスタル式空気ばね台車であるFS335形台車が採用された。乗り心地向上のためゴムベローズの外側にコイルばねを巻いた「スミプレス形」と呼ばれるベローズ形空気ばねを使用したほか、荷重に対する車体高さの均一化を図る目的で車体直結式（ダイレクトマウント方式）とした。また、これは名鉄では初の空気ばね台車採用となった。固定軸距は2,100 mmで、車輪径は860 mmである。
この台車の採用に先立ち、1960年に5000系モ5003で先行試作台車による試験が行われた。この時の試作台車は量産化改造の上、モ7006に使用されている。

#### 運転室

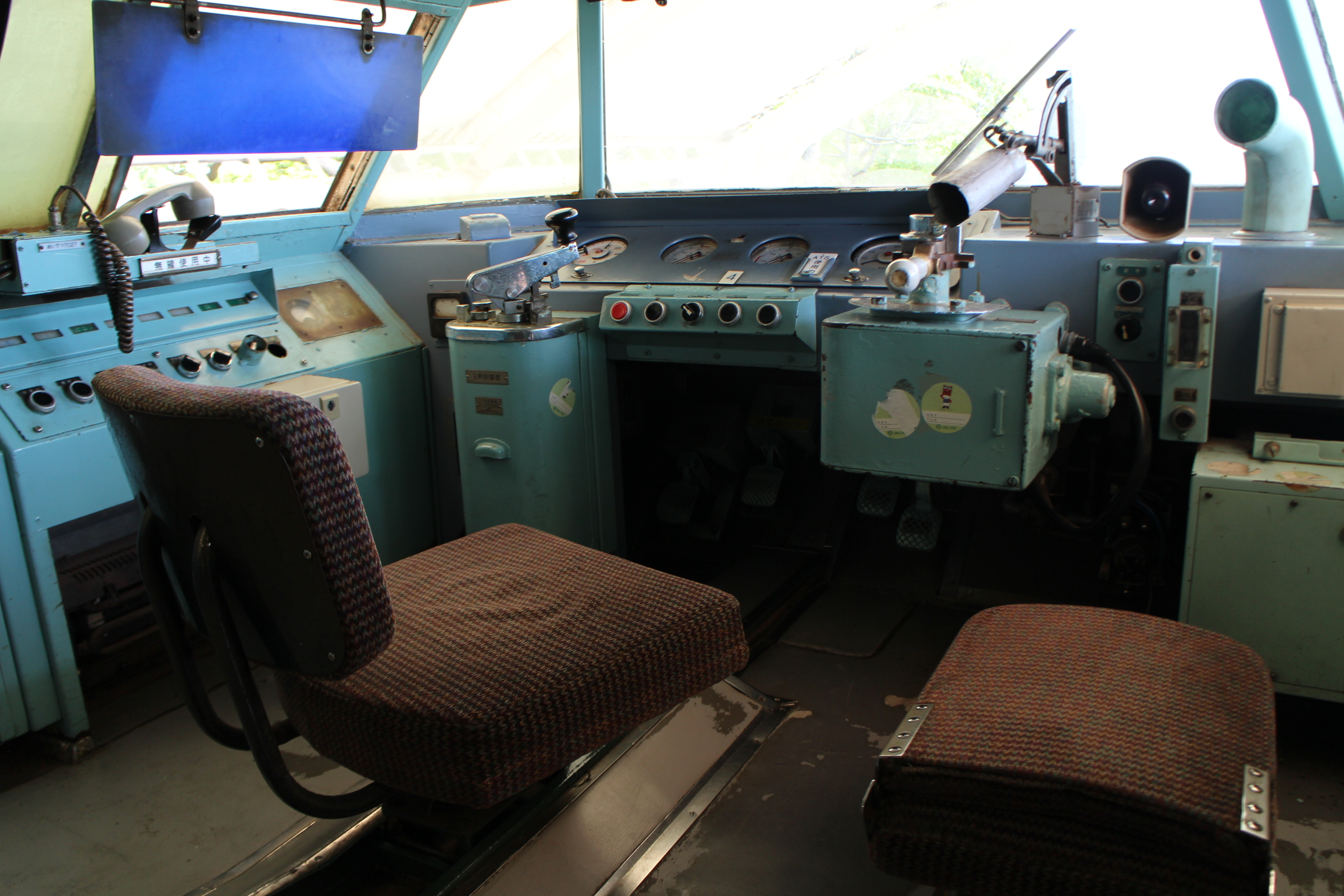
運転室

運転士が乗務する乗務員室（運転室）は2階に上げた構造とした。土川が気に入ったイタリアの「セッテベッロ」では運転室への階段を客室内に設けていたため、それより後ろの客室からは前方風景は見えなかった。しかし、7000系のコンセプトは「すべての人が前を見られる」ことだった。これを解決するため、運転室への出入りは車体側面にステップを設けることによって、客室内への張り出しをなくした。これによって、客室の中央部からでも前面展望を楽しむことが可能になった。車外ステップには夜間の昇降用に階段灯を内蔵した。なお、非常用として客室内への昇降口を設け、折り畳み梯子を備えた。運転席後方には、中央に排気ダクト、その左右に窓を設けた。
2階の運転室は車両限界内に納める必要があるため、当時発売された軽自動車のスバル・360を参考にし、運転士からの「運転室が狭いのではないか」という意見についても「スバル360を屋根に載せたと考えてほしい」と説明し、納得させた。運転席と助士席の後ろには可搬式の折り畳み椅子を使用して2名程度が座れる程度の広さがあり、詰めれば5名まで着席可能である。運転室の高さは当時日本一の高さとなり、見通し、保安上の観点からも乗務員から好評だった。
運転席の機器については、主幹制御器・ブレーキハンドルとも小型化を図った。運転席の足元には左側から前照灯の減光・ミュージックホーン・電気笛・空気笛の順に4つのペダルが備わっている。

#### 警笛
7000系の警笛は通常の空気笛のほかに、補助警報音として電子音楽を流すミュージックホーンを装備した。このミュージックホーンは計画段階では公表されておらず、後述する展示会において初めて公表された。
このミュージックホーンはトランジスタを用いた発振回路を使用して波形を生成し、増幅器を通してスピーカーから前方に音を発する仕組みで、すでに補助警報音を装備していた小田急SE車のテープ式と異なり、保守に手数を要さない点が特徴である。登場当初は300 Hz・450 Hz・600 Hzの3音階を用いており、1963年ごろには330 Hz・440 Hz・555 Hzの3音階とされた。また、ビブラートのための変調周波数は6 Hzと指定された。運転士足元にある4つのペダルのうち、左から2番目のペダルを踏むと鳴動を開始し、もう一度踏むと停止する。
また、このミュージックホーンの回路を利用した電気笛も装備した。これはミュージックホーンで使用している3音を和音として同時に鳴動させるもので、運転士足元にある4つのペダルのうち、右から2番目のペダルを踏むと鳴動し続け、ペダルから足をはなすと停止する。
ミュージックホーンはテレビCMや多くのメディアで使用され、サイパン島の名鉄系高速船にも同じメロディーが使用されている。

#### その他機器
冷房装置は、5500系で採用実績のある東芝TAC-153形の改良型で、冷房能力 4,500 kcal/h (5.2 kW)のTAC-15形を、先頭車に6基・中間車には8基搭載したほか、展望室には床置き形で冷房能力 4,500 kcal/h (5.2 kW)のTAC-18形を2基搭載した。これらの冷房は乗務員室から1つのスイッチで一斉操作できるようにした。
補助電源装置は、出力60 kVAのCLG-326-D形電動発電機を装備した。固定窓のため冷房停止は致命的な障害となるため、信頼性の向上に注力した。電動空気圧縮機はD-3-FR形を採用した。
連結器は、先頭部分が小型の自動連結器、編成中間は棒連結器である。

### 増備途上での変更点
1962年5月製造（2次車）
6両編成が4本増備された。運転台前面窓の寸法拡大により、窓の寸法と形状が一部変更されたほか、排障器の形状変更が行われた。また、車側灯は1灯式から2灯式に変更され、制御装置がMC-11D形に変更された。車内では展望席の座席の位置が変更となり、最前部座席と冷房装置との間隔が500 mmから600 mmに変更されたほか、展望席付近に速度計が装備された。台車は空気ばねを中間リング式ベローズに変更したが、台車形式は変更されていない。また、このときの増備車からは前面に「逆富士形」と呼ばれる行き先表示板が設けられた。
1967年3月製造（3次車）
4両編成が登場、5本が増備された。車体構造が一部変更され、窓柱などに変化がある。運転室の窓配置は7500系に準じた仕様に変更され、運転室側面に排気口が設けられ、運転室後方の窓が隅に2箇所から背面に1箇所に変更された。電装品についても、制御装置がMC-11E形に変更され、制御段数も直列・並列とも13段に変更されたほか、冷房装置がRPU-1504形に変更され、台車がダイヤフラム式空気ばねを使用したFS335B形に変更された。また、このときの増備車から前頭部にフロントアイと称する広角凸レンズの機器が設置され、正面に連結対応準備工事が施された。
1968年10月製造（4次車）
既存の編成を組成変更して4両編成を増加させるための増備で、先頭車のみ4両が製造された。車内のロングシート部分につり革が設けられた。
1969年4月製造（5次車）
4両編成が2本増備された。側面に電照式の座席指定表示器が設けられ、各車両に号車番号札差しが設けられた。
1970年4月製造（6次車）
4両編成を増加させるために、先頭車のみ6両が製造された。主電動機がTDK825/2-A形に変更された。
1971年7月製造（7次車）
4両編成3本が増備された。この時の増備車から冷房装置が冷房能力 8,500 kcal/h (9.9 kW)のRPU-2208形に変更され、先頭車に3台・中間車に4台が搭載された。また、展望室部分のみシートピッチを880 mmに変更し、最前部座席と冷房装置との間隔が600 mmから660 mmに変更された。

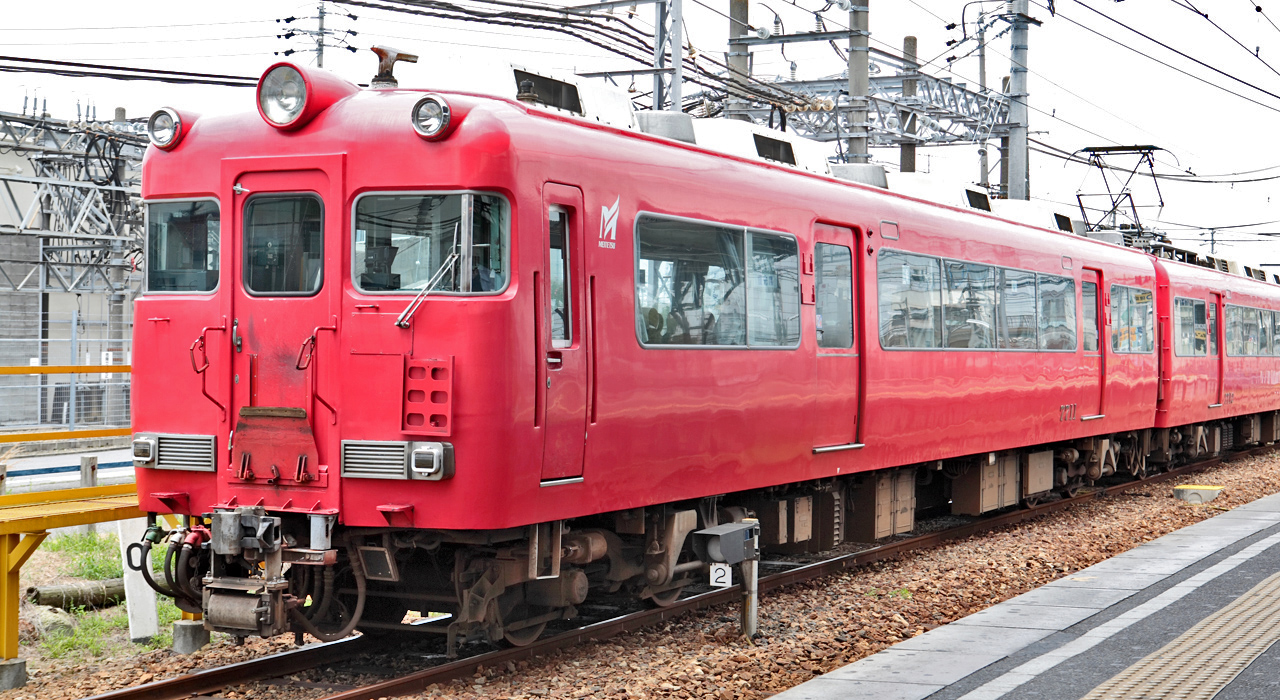
7700系

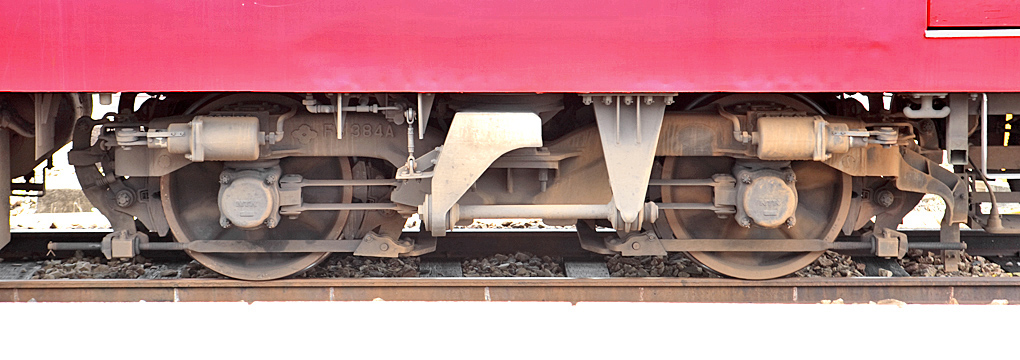
FS384形台車

1973年4月製造（7700系）
2両編成と4両編成が4本ずつ増備された。展望席がなく、前面が貫通形になったのが特徴で、先頭車連結面側の車掌台もない。機器と性能は7000系とまったく同じであるが、台車がS形ミンデン式のFS384に変更され、制御装置はMC11-E1M形とMC11-E2M形が採用された。室内では座席のモケットの色がスカーレットに変更された。
1974年6月製造（8次車）
6両編成が2本増備された。台車は7700系と同様のFS384に変更され、座席のモケットの色も7700系と同様にスカーレットに変更された。また、当初より正面に電動式の行先・種別表示器が設けられた。簡易運転台の必要はなくなっていたため、モ7150形は製造されていない。
1975年7月製造（9次車）
一部の4両編成を6両編成化するため、中間車のみ12両が製造された。ラッシュ時対策として側面扉を幅1,200 mmの両開き扉としたほか、扉両脇をロングシートとした。クロスシート部分は座席定員確保のためシートピッチが840 mmに縮小されている。車両番号は7100番台となったが、形式はモ7050形のままである。

## 沿革

### 運行開始
1961年4月22日、完成した7000系パノラマカーの最初の編成が神宮前駅で報道公開された。この時は報道関係者が撮影のために本線上に脚立を立て、運転台には6人も入り込む騒ぎであった。5月15日には監督官庁、鉄道関係者、メーカー、マスコミらを招待して新名古屋から新岐阜間で試乗会を実施した。この試乗会では4000人が参加し、デザインを担当した萩原政男も参加した。名鉄はその後も株主や沿線住民らを対象に積極的に試乗会を行って好評を博し、運行開始までに20,000 kmほど走行することになった。
また、この時期には新しい鉄道趣味雑誌として地元名古屋市の交友社より『鉄道ファン』が創刊されたが、この雑誌の初代編集長には7000系のデザインを担当した萩原が就任し、『鉄道ファン』創刊号の表紙は廣田尚敬の撮影による7000系の写真であった。
同年6月1日、豊橋駅3番線にて発車式が挙行され、午前9時4分に同駅を発車する特急新岐阜行きから、7000系パノラマカーの営業運行が開始された。同年6月12日にはダイヤ改正が行われ、最高速度は105 km/hから110 km/hに引き上げられた。これによって特急は新岐阜と新名古屋の間を最速27分、新名古屋と豊橋間を56分、豊橋と岐阜の間を3時間で往復する運用が可能となり、日本の私鉄では初めて1日の走行距離が1,000 kmを超える運用も登場した。運行開始後のパノラマカーは人気を集め、特急の始発駅である豊橋駅と新岐阜駅では、乗客が展望席の最前列に着席するために数時間も前から待つ光景も見られた。また、国鉄との共同使用駅の豊橋駅では国鉄の優等列車から乗り換える人も続出した。このような人気を受けて、名鉄は翌1962年1月中旬に7004号の展望室と客室前部扉上の2か所に光電管式のデジタル速度計を設置し、その後の新造車には全車に設置されることとなった。
これとあわせて、宣伝用の短編映画『ぼくらの特急』の撮影も行われた。この映画の撮影のために、1961年9月には機能試験も兼ねて10両編成での運転が行われた。また、複線の線路上で、撮影用電車と7000系を同じ方向に走らせ、7000系が追い上げてくるシーンの撮影も行われた。国鉄の特急「こだま」を並行区間で追い越すシーンを撮影しようとしたが、この時は注意信号が出ていて減速せざるを得ず、これは失敗であった。また、「パノラマカーは沿線住民の通勤の足に使われてこそ価値がある」という思想を反映し、展望室でスーツ姿で新聞を読む乗客や、立っている乗客も映された。

### ダンプカーとの衝突事故
このように好評をもって迎えられた7000系パノラマカーであったが、踏切事故に対する開発関係者の懸念は残っていた。考えられる対策はすべて採り、名鉄では「10トンのダンプカーが80キロのスピードでぶつかっても大丈夫」としたものの、本来はこうした機能は使われない方が望ましいものであった。
運行開始から半年ほど経過した1961年11月29日、名古屋本線の木曽川堤駅付近を特急新岐阜行きとして85 km/hで走っていたパノラマカーの前に、砂利を満載した大型ダンプカーが踏切警報を無視して入り込んできた。運転士はすぐに非常ブレーキを操作したが衝突し、ダンプカーは40 m引きずられ、パノラマカーは286 m走った木曽川橋梁の中央部付近で停止した。
しかし、この事故による負傷者は乗客8名が軽傷を負っただけで、その要因はダンプカーが側面にぶつかった際に側面ガラスが割れ、その破片が当たったためであった。展望席のガラスはひびが入った程度で、運転士及び展望席に座っていた乗客は無傷だった。その後の調査と分析で、車体は完全に原形をとどめており、衝突事故防止の対策はすべて設計どおりに機能していることが明らかになった。
この事故は「ダンプカーキラー」「ダンプキラー」と報道され、パノラマカーの安全性が立証される形となった。しかし、当時の名鉄には車体の一部が木造の半鋼製車や、木造車体の車両も在籍しており、社内ではそのような車両がパノラマカーと衝突した際の被害を懸念する声も上がった。当時の関係者は「万が一AL車とでも衝突したらと思うとぞっとした」といい、後に自動列車停止装置 (ATS) が整備されるまでは、列車同士の事故が起きた際に7000系が絡んでいないと分かると安堵したという。
事故で被災した7003編成は、当面の間事故で損傷したモ7004・モ7053の代わりに5500系を連結して運用された。7000系と5500系の性能は同じであり、その後も非常時には同じ方策が採られるようになった。
また、モ7004には事故復旧時に試験的にニキシー管式の速度計を客室内に設置したが、この速度表示が好評だったことから、その後の増備車では速度計を装備することになった。

### ブルーリボン賞受賞

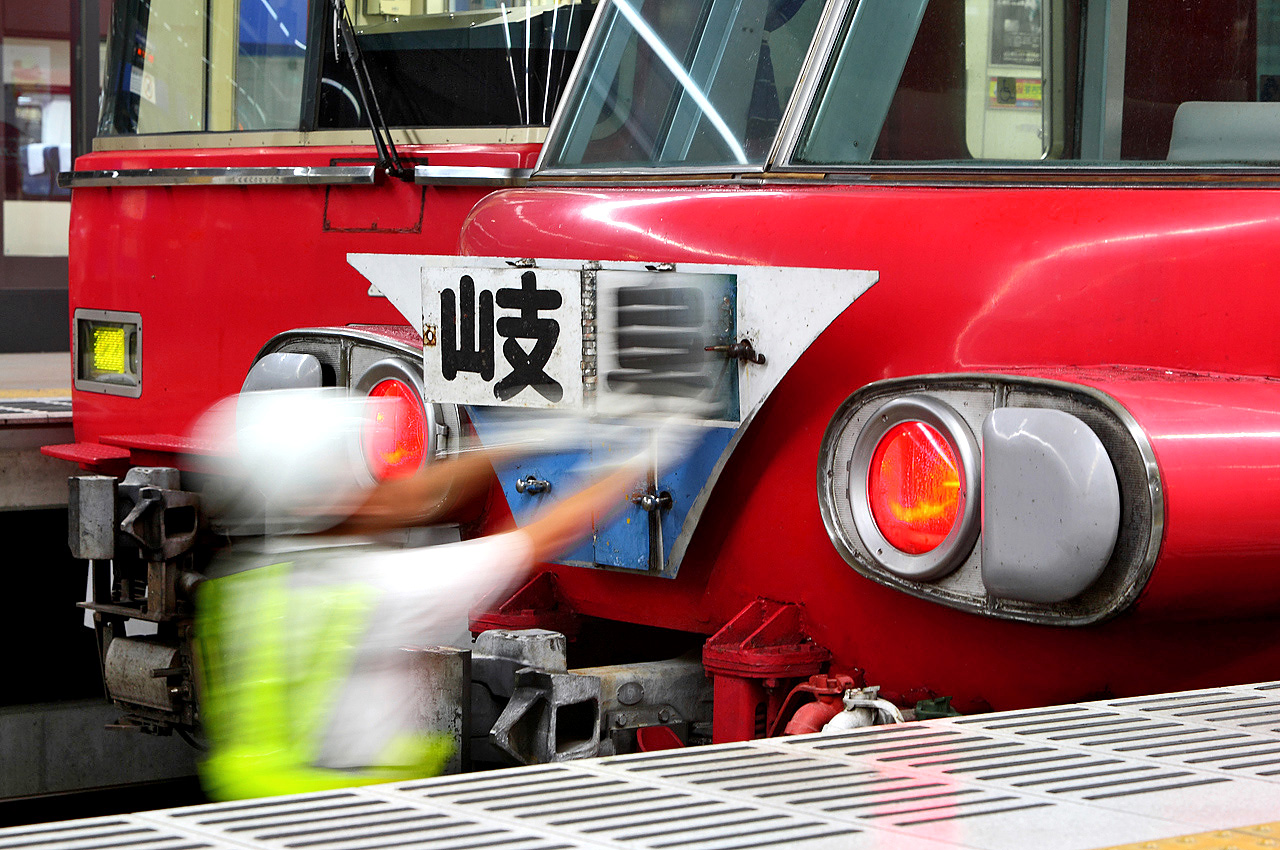
先頭車の前面に設けられた方向板

1962年には、7000系は鉄道友の会よりブルーリボン賞を受賞した。5月26日に授賞式が挙行され、当日は名鉄本社の重役会議室にてレプリカの授与が行われた。白井が受賞式典のために名鉄の社内に根回しを行った際には、「どこの馬の骨か」という反応ばかりであったが、五摂家の一つだった鷹司家の27代目当主鷹司平通が鉄道友の会の世話役を務めていると分かると、社内の反応は一気に好転したという。同年5月26日の受賞式典において運行された「ブルーリボン賞受賞記念列車」には、白井のデザインによるヘッドマークがつけられた。
この年の6月25日のダイヤ改正からは増備車（2次車）が運用に入れられたが、このときから運用範囲に犬山線が加わったほか、名古屋本線でも急行などに使用されることになった。このため、乗り間違いを防ぐために先頭車の前面に方向板が設けられた。この方向板は、ブルーリボン賞受賞記念列車のヘッドマークのデザインがそのまま採用され、その形状から逆富士と通称された。
1963年5月26日には国際かんがい排水委員会のための団体臨時列車が運行されたが、この列車には2両編成に短縮された7000系が運用された。7000系が2両で営業運行をしたのはこのときだけである。

### 支線区への直通

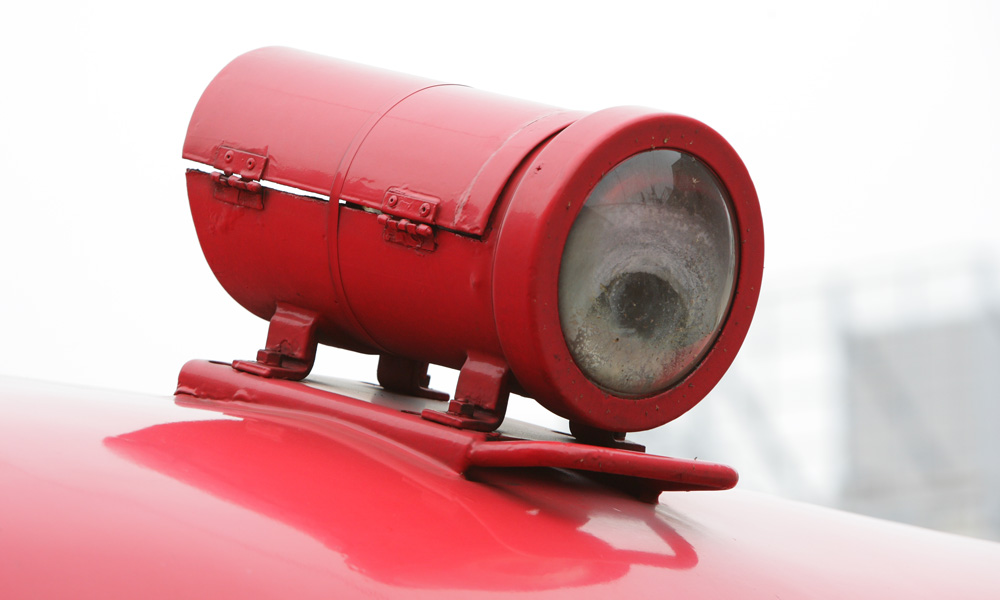
1967年から設置されるようになったフロントアイ

7500系の登場に先立ち、モ7014にて住友金属工業製新型台車のテストが行われた。その7500系は1963年12月に登場し、しばらくは大きな変化はなかったが、社長に就任していた土川から「パノラマカーの特急を支線区へ直通させる」という方針が打ち出された。これに伴い、本線特急には7500系を使用し、支線への直通に7000系が運用されるようになったが、短い編成が必要となったため、1967年3月に7000系の4両編成が登場することになった。しかし、7000系が全車電動車であったため、支線の変電所容量では電力が不足する可能性があった。この問題については2両の動力をカットすることで解決できたが、切り替え操作を避ける目的で、電圧を検知するリレーの設定値に差をつけ、電力不足になった際には2両の動力が自動的に切られるようにするという方策を採った。この時の増備車からは、支線内において車両直前の安全確認を行えるようにするため「フロントアイ」と呼ばれる機器が前頭部に設置された。この「フロントアイ」は広角の凸レンズを使用したもので、レンズを通して見ると、天地が逆になるものの展望席の直前の様子が分かる。これにより前方死角は12 mから1 mに減少した。フロントアイは、これより前に製造された車両にも追設された。
1967年12月から、6両編成4本を4両編成・8両編成2本ずつへと組成の変更が行われた。8両編成は名古屋本線の特急8両編成化に対応したものであったが、7500系の増備に伴い1968年10月に8両編成は解除され、この年に増備された先頭車4両を加えて6両編成と4両編成に組成変更された。その後も支線直通用の4両編成の増強は進み、1969年4月には4両編成2本が、1971年4月には4両編成3本が増備されたほか、1970年4月には先頭車のみ6両が製造され、6両編成3本が4両編成6本に組成変更された。なお、工場の設備が更新され、6両編成でも同時に入場できるようになったことから、モ7150形に設置されていた簡易運転台は1968年9月に撤去された。
なお、1971年9月3日には犬山線下小田井駅と中小田井駅の間にある踏切で、警報機を無視した2.5 tトラックと衝突する事故が発生した。このトラックの積荷が可燃物のシンナーであったため衝突後に炎上し、この年に製造されたばかりのモ7040が炎上する事故が発生している。

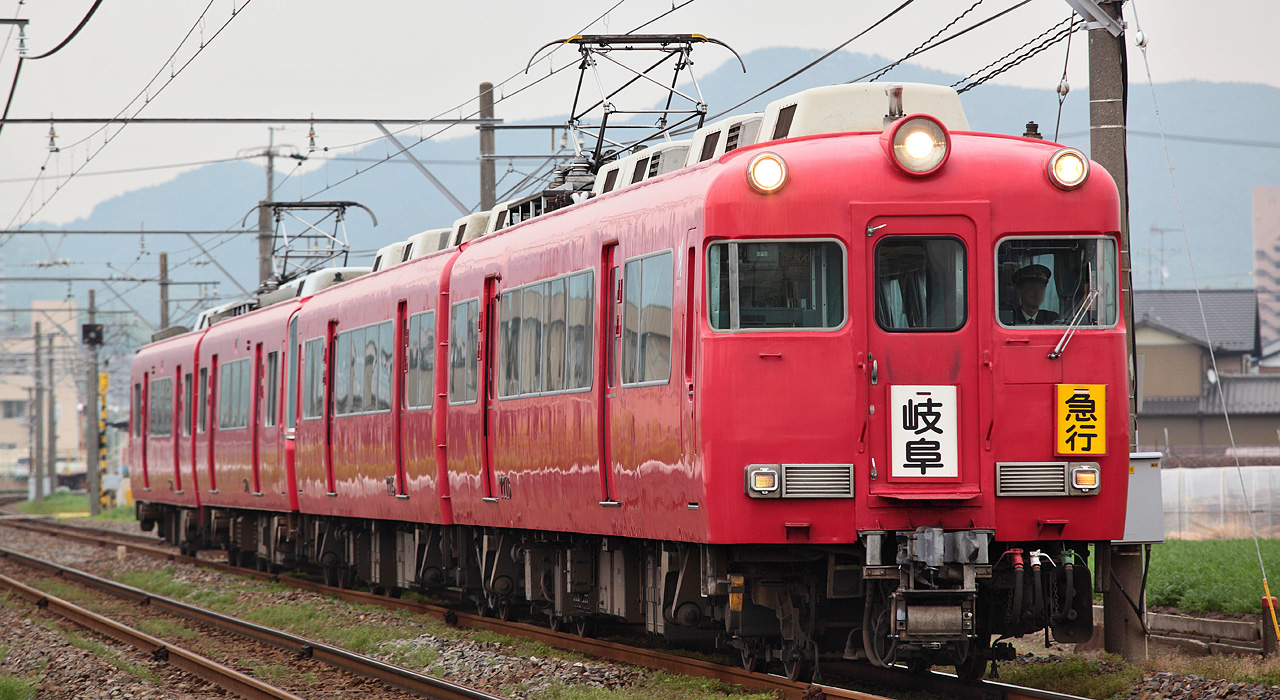
1973年に登場した7700系

このように支線への直通が多くなった7000系であったが、三河線と尾西線には閉塞方式がタブレット閉塞であったため、運転台の高い7000系は入線していなかった。これらの線区に運行されている特急の冷房化率向上のため、1971年10月にはAL車の機器に7000系7次車とほぼ同一仕様で前面貫通型の車体を架装した7300系が登場した。さらに、1973年には7300系の高性能車版ともいえる7700系が登場した。7700系は7000系をはじめとして、7500系を除くすべてのSR車との連結が可能な車両で、2両編成と4両編成が4本ずつ製造され、車両運用の合理化と輸送単位の調整が図られた。
社長の土川はパノラマカーを気に入っており、愛知県公安委員会の委員長に就任すると、愛知県内の踏切標識を蒸気機関車ではなくパノラマカーに変えてしまった。さすがにこれは苦々しく思われたようで、土川が公安委員長から退任すると標識は元に戻された。

### 通勤混雑の激化
この時期になると、朝夕ラッシュ時の混雑が激しくなり、すでに1967年（昭和42年）からは犬山線でも8両編成の列車が走り始めていた。しかし、名鉄の社内から出た「通勤輸送にまとまった投資を行い、通勤用の新車を作ってはどうか」という意見にも、社長の土川は「それは不経済車である」として、パノラマカーを列車体系の中心として、「クロスシートに座って通勤」という理想像を変えようとしなかった。土川は、財務的現状からも輸送力増強には旧型車両の鋼体化が最適としていたのである。
| 7000系4両編成を2本連結 |  | 両開き扉となったモ7050形7100番台 |
| 7000系4両編成を2本連結 |  | 両開き扉となったモ7050形7100番台 |

通勤輸送に対応するため、1973年（昭和48年）からは7000系の4両編成7本については連結化改造が行われることになり、ラッシュ時には4両編成を2本連結した8両編成が走るようになった。1974年（昭和49年）6月には6両編成が2本増備された。また、1975年（昭和50年）には中間車が12両製造されたが、この時の増備車ではロングシートを増加させ、扉も両開きに変更された。形式はモ7050形のままであるが、車両番号は7100番台となった。これによって4両編成のうち6本が6両編成に組成変更されたが、これが7000系では最後の増備となった。
この時点で、7000系は合計116両となり、名鉄の車両では最多両数の形式となっていた。また、7500系の72両を合わせるとパノラマカーだけで当時の名鉄における架線電圧1,500 Vの区間に運用される車両の約3分の1を占めていた。

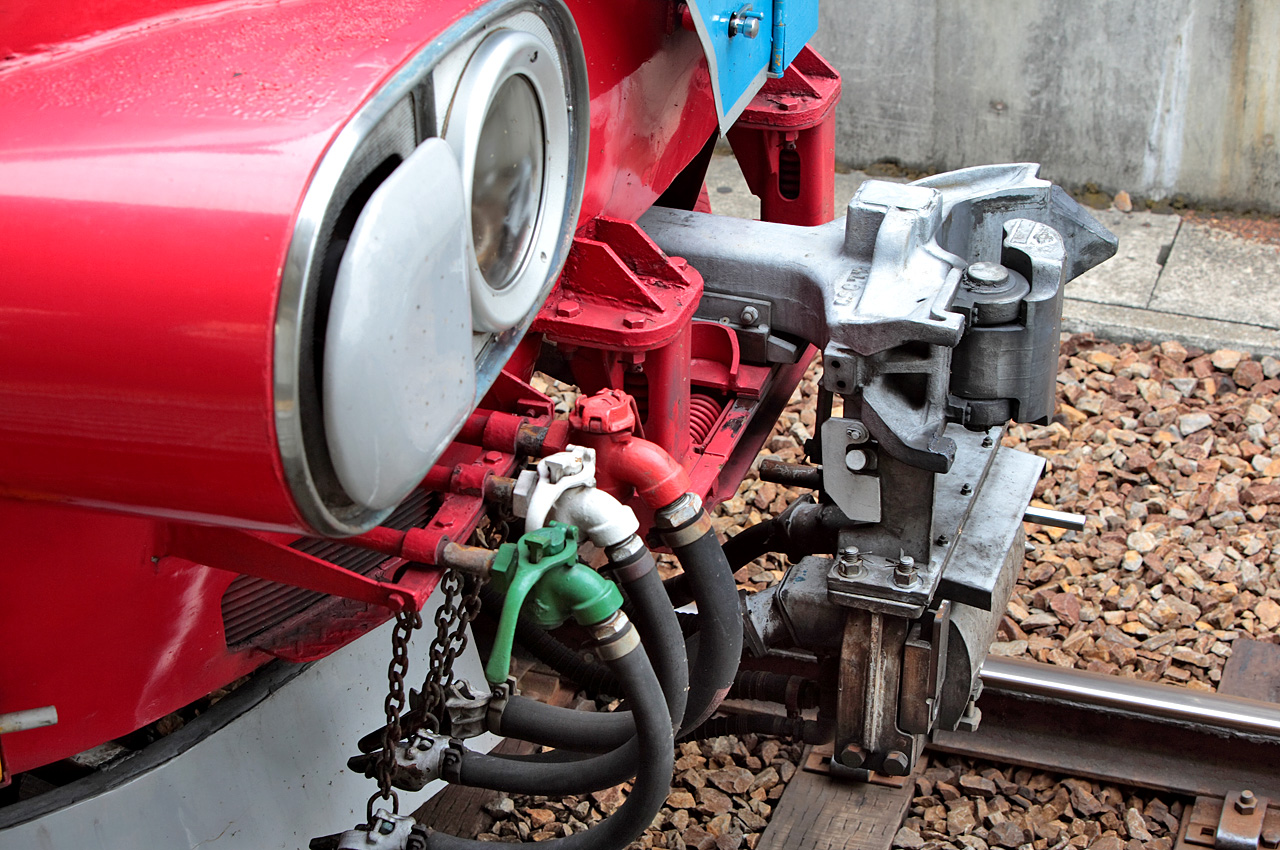
M式自動解結装置の設置が行われた連結器周り

この時期のラッシュ輸送では、本線では8両編成でないと運用できず、増解結ができないパノラマカーの6両編成は普通列車や支線などで運用させていた。それでもなお、津島線などでは人海戦術で乗客を車内に押し込む有様で、しかもそれでも積み残しが出てしまい、乗客からの苦情も多かった。このような状況下、7000系をはじめとする2扉クロスシートのSR車のラッシュ時運用は、もはや限界であることが明確になった。土川逝去後の1975年（昭和50年）に急遽東京急行電鉄（東急）から3扉ロングシート車を購入し3880系として運用、その実績が評価され、1976年（昭和51年）に3扉の通勤車両である6000系が登場するに至った。
なお、1975年（昭和50年）から800形モ809・モ810で試験を行っていた「名鉄式自動解結装置」（M式自動解結装置）を7000系でも試験運用を行うことになり、7021編成と7023編成を4両編成に組成変更した上でM式自動解結装置の設置が行われた。この試験運用の結果を踏まえ、1977年（昭和52年）2月には7000系のすべての4両編成に対してM式自動解結装置の設置が行われた。

### 特急専用車の登場
7000系が運用を開始したころは、特急でも特急料金は不要であったが、1962年（昭和37年）からは観光路線で座席指定料金を徴収する特急の運行が開始されており、その後1965年（昭和40年）には8000系気動車を使用した座席指定特急が定期列車として設定されていた。これをさらに進める形で、1977年（昭和52年）3月20日のダイヤ改正では特急はすべて座席指定車両となり、座席指定車両のない特急は「高速」という新種別に変更された。この特急施策の変更に伴い、特急は原則として7000系・7500系・7700系で運用されることになったため、座席モケットは赤色に、頭あてカバーは白色に、カーテンは緑色地のものへとそれぞれ変更された。
1980年（昭和55年）7月21日、河和線を走行していた特急新鵜沼行きの7000系6両編成が、南成岩駅（当時）から成岩駅の間を走行中、折からの暑さによるレールの膨張により歪んだ箇所に差し掛かった際に、後部2両が脱線した。この列車は300 mほどそのまま進んだが、脱線した車輪は踏切の護輪軌条によって全て線路に戻った。この珍しい現象はマスメディアに注目され、日本テレビ『テレビ三面記事 ウィークエンダー』にも取り上げられた。
1982年（昭和57年）3月には、国鉄が東海道本線に117系を「東海ライナー」として快速列車に導入することが決まった。これに対して競争力を高めるため、名古屋本線の特急を増発した上で、一部は特急専用車両を投入することになった。これに伴い、まず7000系4両編成のうち5本が特急専用車両に改装された。改装内容は以下のとおりである。
| 「白帯車」に改装された7000系（左）と7700系（右） |  | 「白帯車」に改装された7000系（左）と7700系（右） |
| 「白帯車」に改装された7000系（左）と7700系（右） |  |                                                  |

- 座席モケットをオレンジとブラウンのツートーンに変更し[173]、座席の枕カバーも1人分ずつ別々のものとした[171]
- 通路にカーペットを敷いた[173]
- 各座席にくずもの入れを設置[173]
- 妻面の戸袋窓を閉鎖し埋め込み[173]
- 車体に200 mm幅の白帯を配して識別[173]
- 前面方向板のデザインを変更[171][注 27]

改装された車両は「白帯車」と通称され、翌1983年（昭和58年）にはさらに7000系4両編成4本と7700系2両編成4本が「白帯車」に改装された。この時期に先頭車客室内の速度計は撤去された。

これと前後して、1983年（昭和58年）4月からは登場後20年を経過した7000系の特別整備が開始された。この整備では正面の行先板の電動幕への改造や、妻面の戸袋窓の廃止などが行われた。改造は2両単位で行われ、整備で先頭車が欠車となった場合はもっぱら5500系のモ5519・モ5520の2両編成を代わりに連結して運用した。また、1984年（昭和59年）には6両編成のうち4本が4両編成化されたが、捻出された8両のうちモ7062・モ7064・モ7161・モ7163の4両は、8800系「パノラマDX」に機器を流用するため廃車となり、冷房装置は瀬戸線の6600系の冷房化改造に使用された。これが7000系では初の廃車となった。

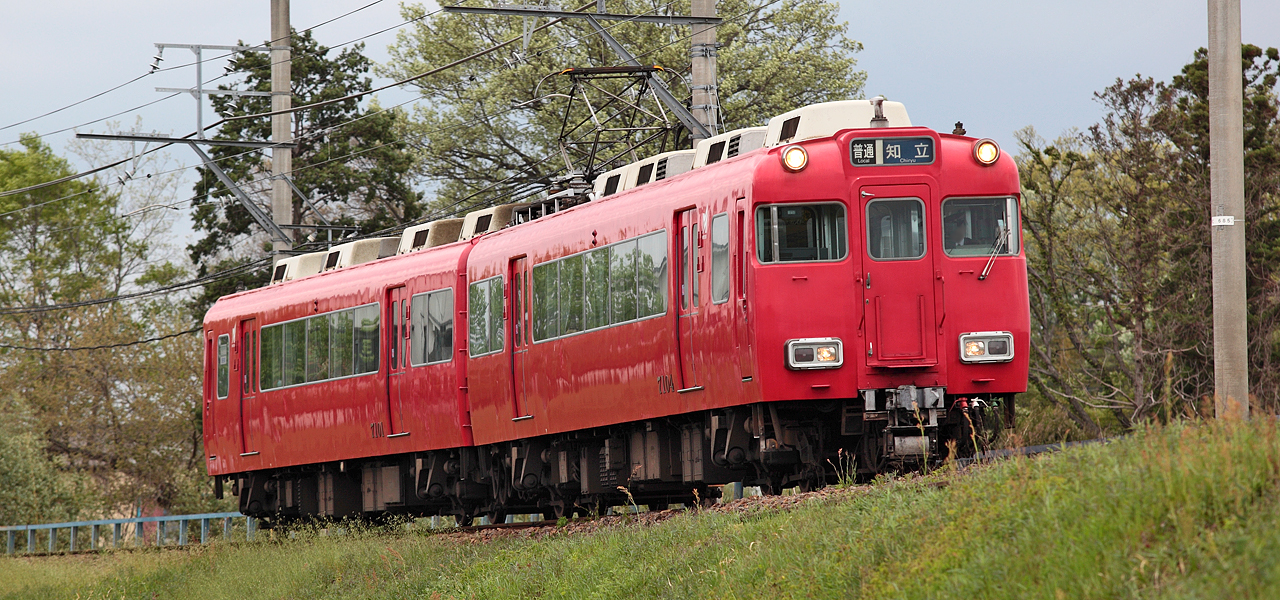
中間車の先頭車化改造によって登場した7100系

また、残る4両のうち、モ7101・モ7104については日本車輌に入場して6000系と同一仕様の運転台を設置する先頭車化改造が行われ、7100系モ7100形に形式が変更された。7100系は中間にモ7102・モ7103を組み込んだ4両編成で、他のSR車4両編成と共通運用されるようになった。
なお、8800系への機器流用にあたって、廃車となる車両のFS335形台車を、製造年式の新しい7000系や7700系に流用し、それらの車両が装備していた年式の新しいS形ミンデンのFS384形台車を8800系に流用している。また、7700系のうち、モ7714については1983年（昭和58年）7月から1990年（平成2年）11月まで、日本車輌の円錐ゴム式軸箱支持方式ボルスタレス台車

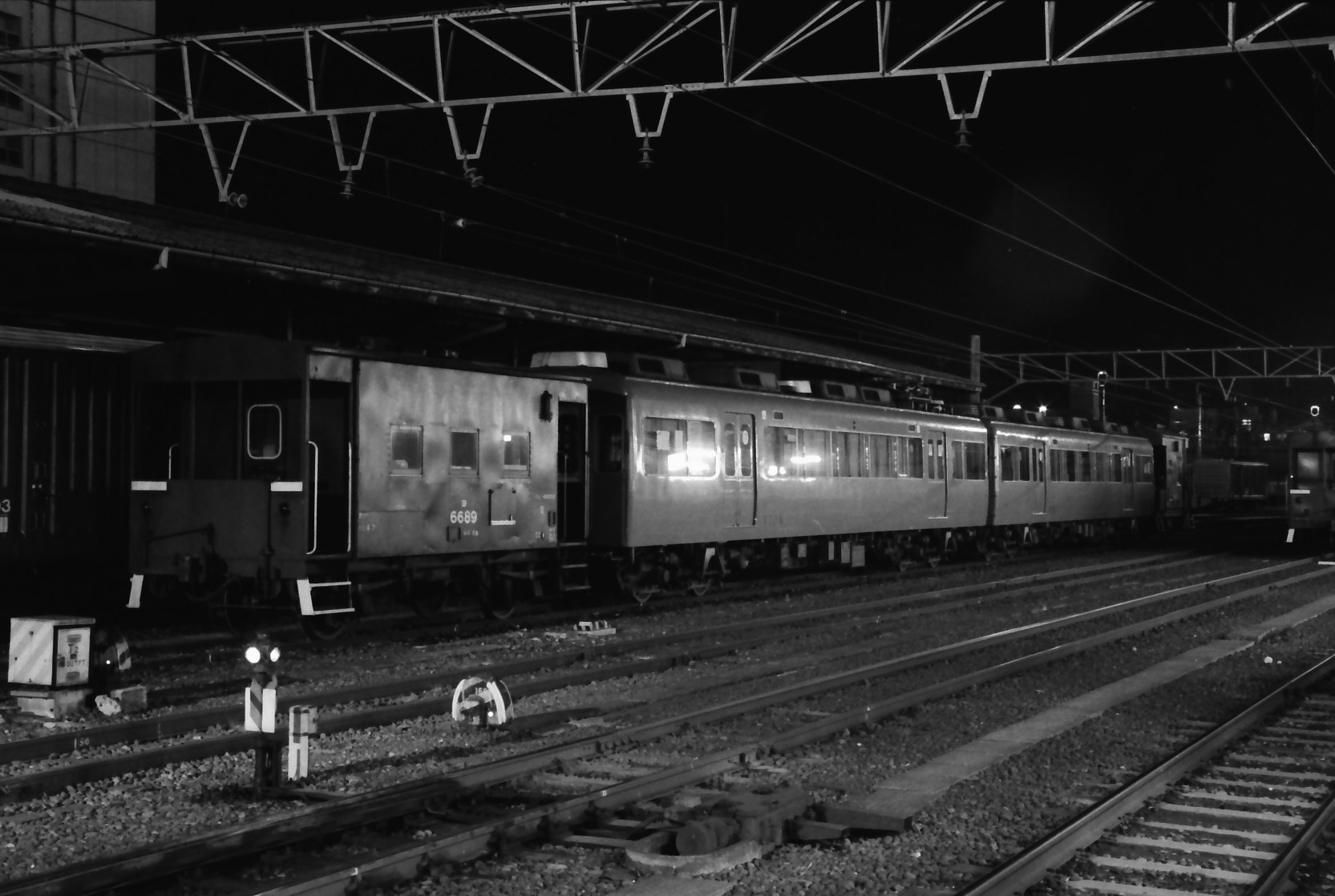
日本車輌製造に甲種輸送されるモ7101＋モ7104

であるND-701形の試験運用が行われた。
| 乗務員交代時にホーム上屋に頭部をぶつけてしまうおそれがある（左）ため、神宮前の駅ホームではホーム上屋を二重にして対応した（右） |  | 乗務員交代時にホーム上屋に頭部をぶつけてしまうおそれがある（左）ため、神宮前の駅ホームではホーム上屋を二重にして対応した（右） |
| 乗務員交代時にホーム上屋に頭部をぶつけてしまうおそれがある（左）ため、神宮前の駅ホームではホーム上屋を二重にして対応した（右） |  | |

また、7000系と7500系では乗務員の運転台の出入りには車体外側のステップを昇降するが、運転室に入る際に体をかがむようにしないと、ホーム上屋の角に頭をぶつけるおそれがある。このため、ほとんどの列車で乗務員交代のある神宮前駅において、構内配線が1984年に改良された際には、パノラマカーの乗務員の頭部負傷事故を防止するため、ホーム上屋の端部を持ち上げて二重にすることで対応した。
1985年（昭和60年）9月に第十二代市川團十郎が犬山市の成田山名古屋別院大聖寺へ襲名報告を行う際に、同年9月29日新名古屋駅（当時）から犬山駅まで市川團十郎とともに鉄道を利用する主催旅行が企画された。この主催旅行は申し込みが多かったため、この団体の専用列車は当初4両編成の予定を6両編成に増結することになったが、7000系「白帯車」の4両編成に7700系「白帯車」の2両編成を増結するのではなく、別の7000系「白帯車」の中間車を2両組み込むこととした。7000系「白帯車」の6両貫通編成で営業運行を行ったのは、この時だけである。なお、この年の12月ごろから側面の座席指定表示は使用されなくなった。

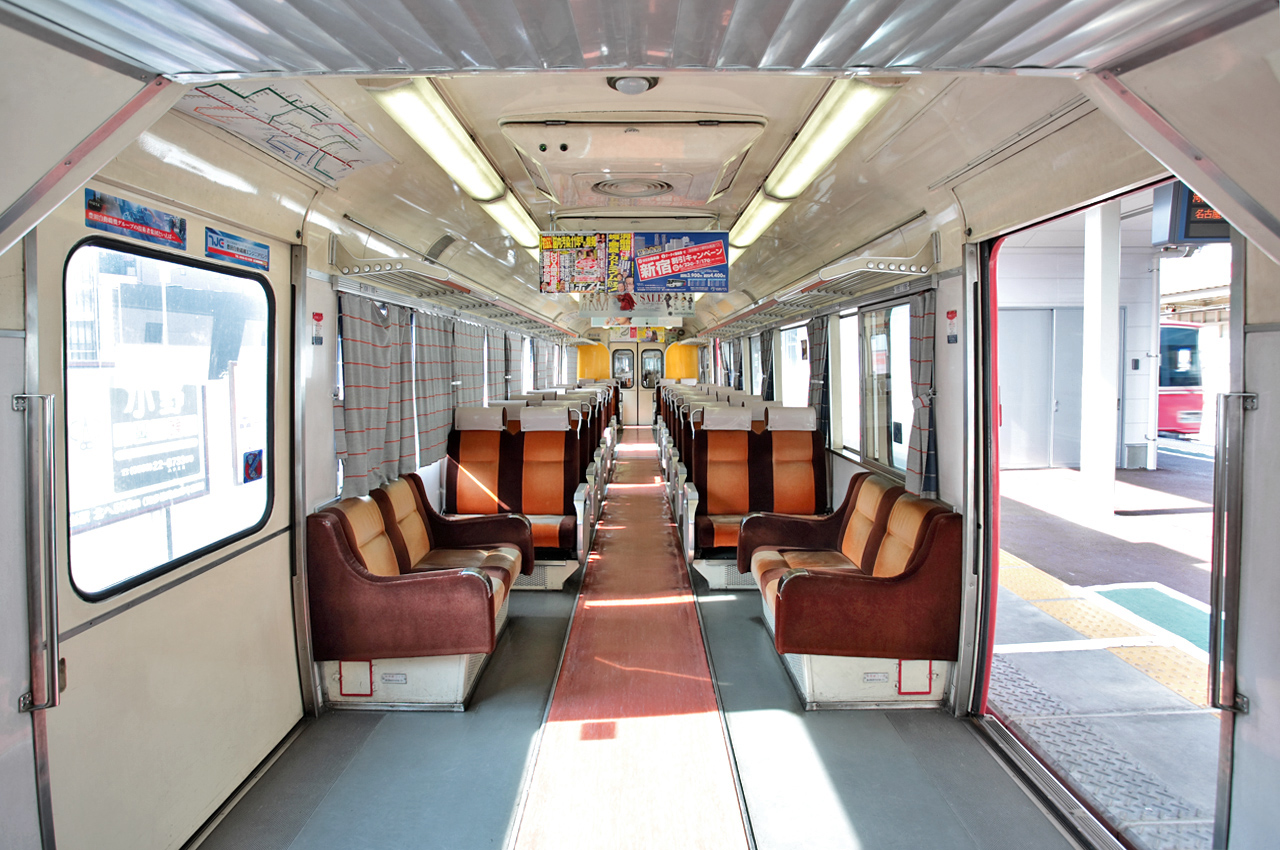
1987年ごろにグレードアップされた特急仕様車の車内

1986年（昭和61年）になると、国鉄東海道本線の普通列車の増発などが行われることになったため、この対抗策として1986年（昭和61年）から1987年（昭和62年）にかけて、特急車両のグレードアップが行われることになった。この時には7000系4両編成のうち11編成が「白帯車」として整備されることになったが、1982年（昭和57年）から1983年（昭和58年）に改装された車両も6本が含まれている。改装内容は以下のとおりである。
- 座席背もたれを独立したヘッドレストに変更[191]
- 室内化粧板をクリーム色の模様入りに変更[190]
- 車両間の貫通扉を山吹色に変更[191]
- 蛍光灯カバーを和紙模様のものに変更[190]
- 各座席のくずもの入れを埋め込み式に変更[191]
- 展望室にデジタル式の速度計を新設[190]
- 車掌台に仕切りを新設[191]
- 豊橋方先頭車には座席1脚を撤去して公衆電話を設置[192]

このとき、7100系の中間に組み込まれていたモ7050形は7000系に組み込まれ、以後7100系は2両編成で他のSR車2両編成と共通運用されることになった。
1987年（昭和62年）には8800系「パノラマDX」の増備車に機器を流用するため、モ7052・モ7054・モ7151・モ7153の4両が廃車となった。この時にも、廃車となる車両のFS335形台車を製造年式の新しい7000系に流用し、年式の新しいFS384形台車を8800系に流用している。

### 特急運用から離脱
1988年（昭和63年）に新型特急車両として1000系「パノラマSuper」が登場したことに伴い、7000系「白帯車」は7編成を残して一般用車両に格下げされることになった。
ところが、1990年（平成2年）に特急施策の変更が行われ、名古屋本線の特急については指定席車両と一般席車両（自由席）を連結することになった。指定席車両が不足するため、7700系の4両編成の中間車2両を抜いて「白帯車」に改装この7700系中間車を7000系の4両編成に組み込んで6両編成化した。これに伴い、1000系「パノラマSuper」や7700系「白帯車」に一般席車両として7000系を連結した特急も運行されるようになった。しかし、この編成では指定席車両と一般席車両の通り抜けができず、誤乗の問題も発生した。中部運輸局からの指導もあり、1000系「パノラマSuper」で指定席車両と一般席車両の通り抜けができる貫通編成を組成して対応したことから、1991年（平成3年）10月21日のダイヤ改正で名古屋本線の特急から一般席車両として7000系を連結した特急は解消された。
なお、中部運輸局からの指導によって、1990年（平成2年）以降は指定席車両には1000系か7000系・7700系「白帯車」が限定運用されることになった。しかし、1991年（平成3年）の豊川線（豊川稲荷）の初詣輸送においては特急に使用できる車両が不足するため、7000系・7500系の一般車6両編成を使用した座席定員制の列車として「ライナー」という種別が新設された。この「ライナー」は1993年（平成5年）の初詣輸送まで運行された。
その後、「白帯車」は支線直通の特急に使用されていたが、1999年（平成11年）にこの用途向けの1600系「パノラマSuper」が登場し、これに置き換えられるかたちで、同年5月10日のダイヤ改正をもって「白帯車」は特急運用を離脱した。特急運用から外れた「白帯車」の一部は白帯だけを撤去して一般車になったが、「白帯車」のままで廃車になった車両もあった。

### 終焉

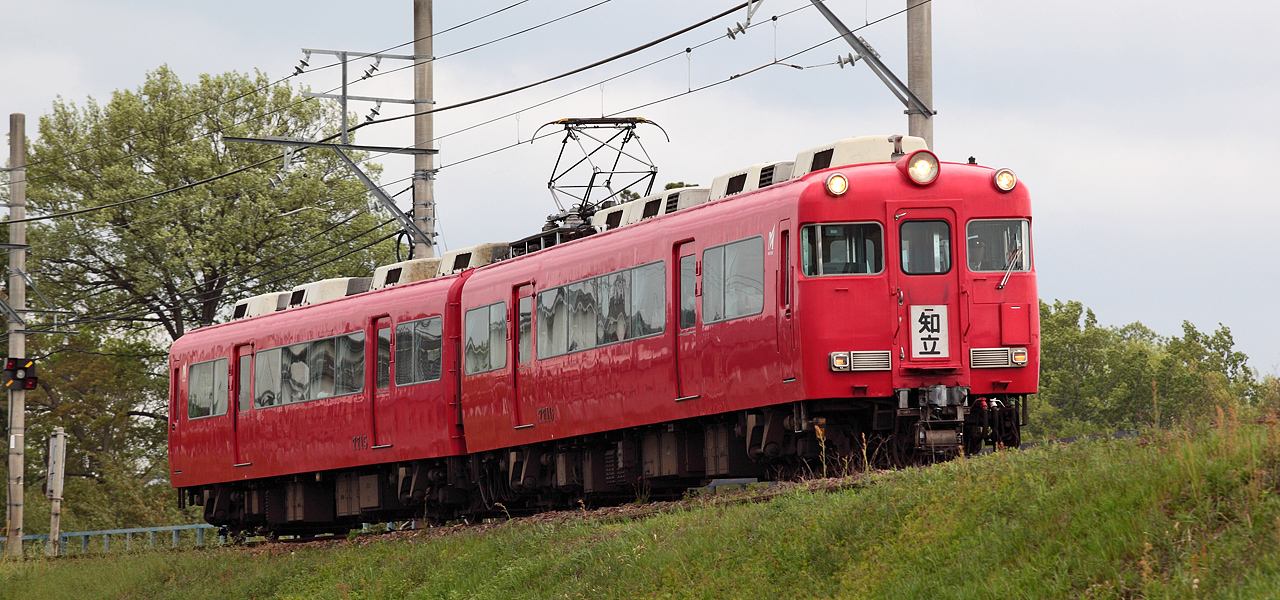
三河線のワンマン列車に使用される7700系

2001年には、三河線の知立駅 - 猿投駅間でワンマン運転が実施されることになったため、7700系と7100系のワンマン化改造が実施された。改造内容は、自動放送装置・足踏み式デッドマン装置・対話式非常通報装置というワンマン対応機器の設置が主であるが、この区間のワンマン運転では車内での運賃収受を行わないため、運賃箱は設置されていない。
一方の7000系については、1998年から1999年にかけて22両が廃車になったのを皮切りに、特別整備を施工していない車両を対象に検査期限切れとなった車両から順次廃車が開始された。なお、1998年に廃車になった車両の中には7043編成の中間車2両が含まれていたが、その後の7043編成は先頭車が7000系で中間車が7700系という4両編成となった。2003年には7000系6両編成のうち2編成について、先頭車の展望室側を除いた扉脇のクロスシートを撤去した。2005年11月からは7700系にも同様の改造が行われた。
2005年1月29日に空港線が開業することになったのに合わせて、7000系6両編成の前面にある行先板をすべて電動式方向幕に統一するための組成変更が行われた。その空港線には、7500系が乗り入れ不可能であったのに対し、7000系では開業初日から普通列車・急行で運用された。
2006年9月、名鉄は特急施策の見直しを発表したが、その中には7000系パノラマカーを2009年度内に全廃することが記されていた。翌2007年には4両編成3本と6両編成1本が廃車となり、2008年6月29日のダイヤ改正では7000系の運用自体が大幅に減少し、同年9月14日に運行されたイベント列車「さようならP6」を最後に、6両編成の営業運転は終了した。
この時期になると、名鉄のホームページでも「ありがとう パノラマカー」と称するイベントの一環として7000系の運用が公表されるようになり、鉄道ファンだけでなく一般市民も名残を惜しんで乗車するようになった。開発に携わった白井が日本放送協会（NHK）名古屋放送局の取材に応じてパノラマカーの展望席に乗り込んだ際、最前列で祖父と孫が前面展望を楽しみながら語り合っている姿を目撃し、パノラマカーのコンセプトが実現されたことを確かめて深く満足したという。

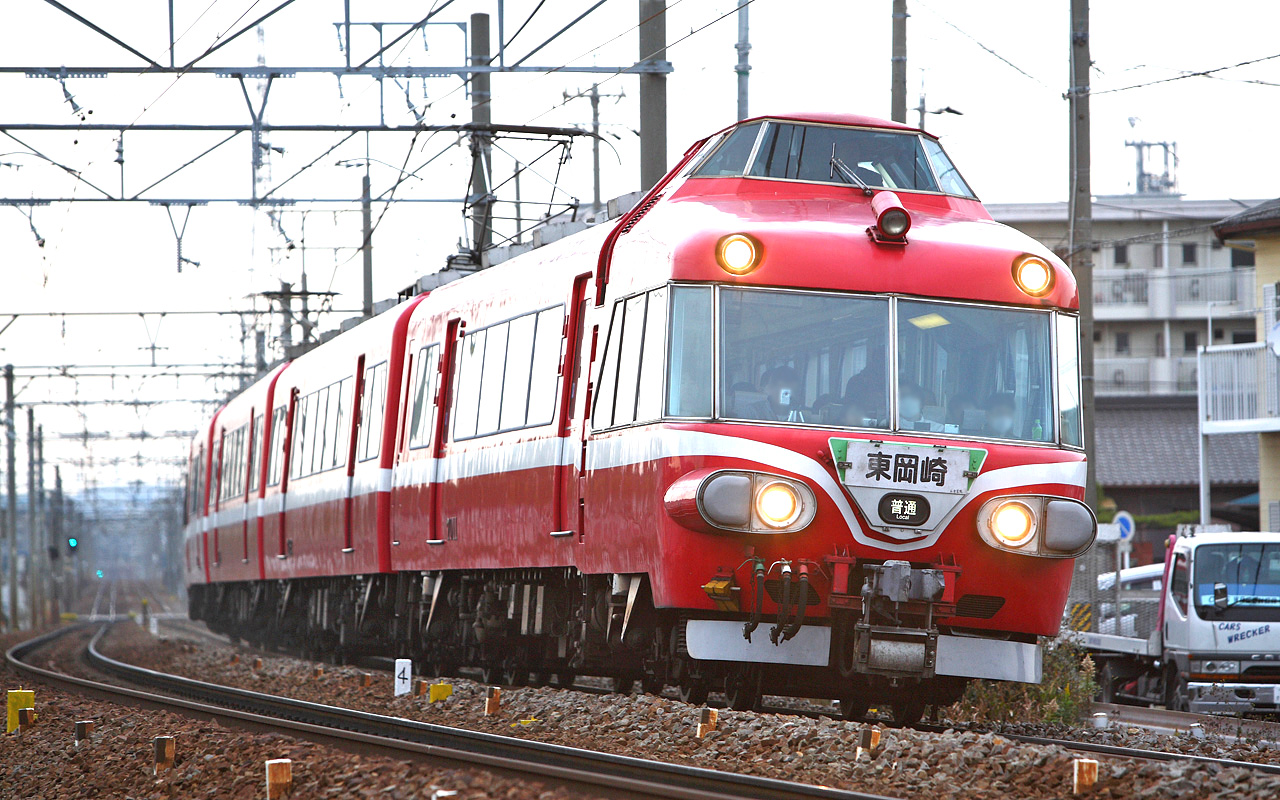
「白帯車」として再度整備された7011編成

2008年10月19日には、1999年に一般車に格下げされた後も内装が特急仕様車のままだった7011編成が「白帯車」として再度整備された。同年10月27日にはトップナンバーの7001編成が定期運用から離脱したが、豊橋方先頭車のモ7001が舞木検査場において1961年登場当時の外観に復元された。ジャンパ栓やケーブル類・空気ホース、フロントアイ、前面の方向板をすべて撤去し、 "Phoenix" のエンブレムを装着した上で、展望室周りの外板修理と再塗装を行った。この状態で、同年11月9日に「一度限りのフェニックス復活運転」と題したイベント列車で運用された後に再度舞木検査場に入場し、列車無線アンテナ撤去や展望室部分以外の補修を行い、モ7002とともに舞木検査場内の展示場に設置された。なお、中間車は同年12月1日に名電築港駅へ廃車回送されている。
この時点で残っていた7000系は4両編成3本のみであったが、2008年12月26日をもって7000系の定期運用は終了した。定期運用最終日の3本の列車では前面に記念系統板が掲出され、最後の定期運用となった東岡崎20時29分発の岩倉行き普通2197列車では、神宮前駅で名鉄の柚原誠副社長から運転士に花束が贈呈された。その後、7011編成のみイベント用として残されたが、これも2009年8月30日の団体専用列車「ありがとうパノラマカー」の運転をもって運用から離脱し、7000系の営業運転はすべて終了した。
一方、7700系・7100系はその後も運用されていたが、7100系は2009年11月29日に運行されたさよなら運転を最後に運用から外れて廃車となった。7700系も2010年2月26日限りで定期運用から外れ、同年3月21日に運行されたさよなら運転を最後に営業運行を終了した。これにより、名鉄において7000番台の形式を有する車両は全廃となった。

## 保存車両

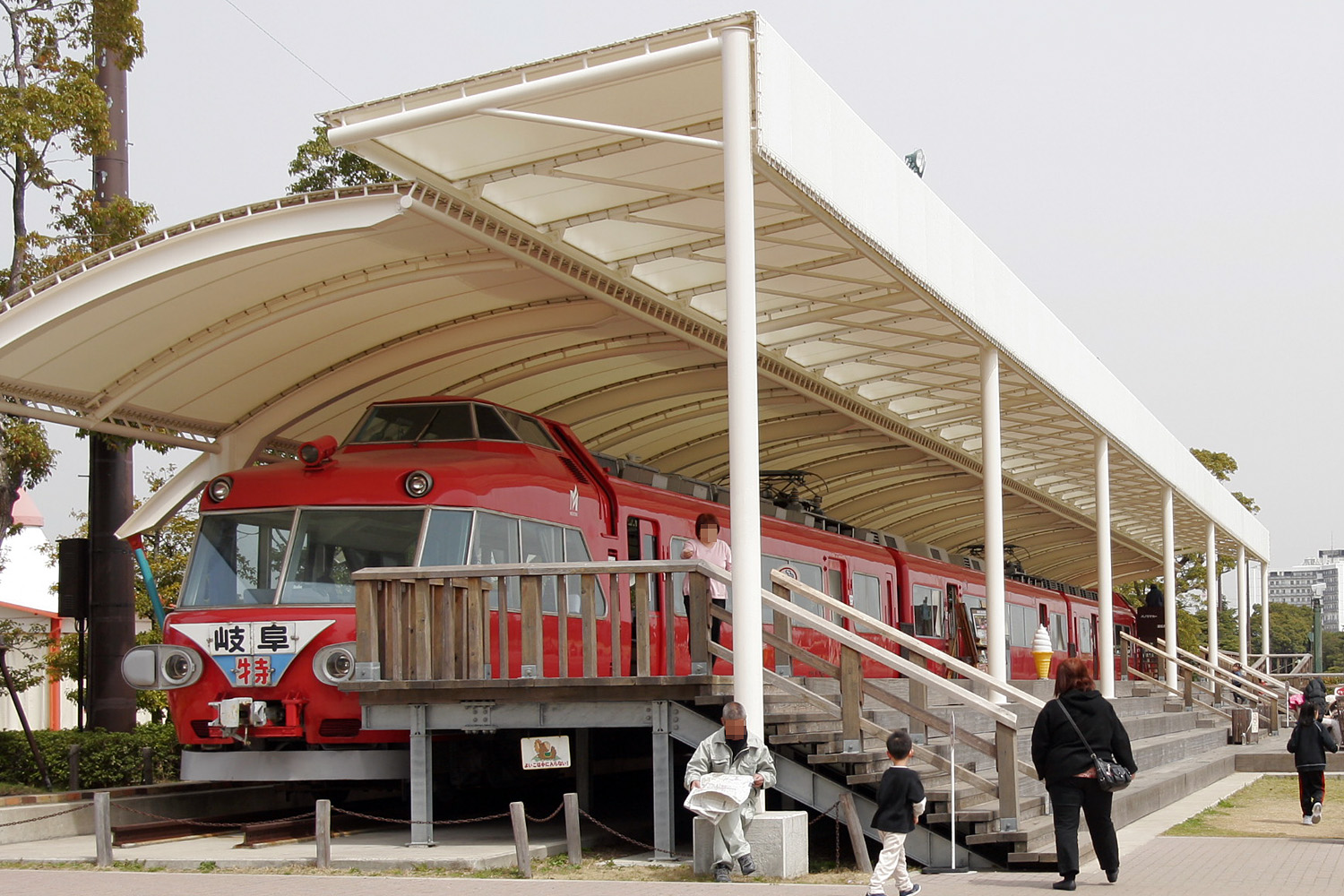
中京競馬場で保存されている7027編成（2006年4月1日）

舞木検査場
7000系のトップナンバーである7001編成の両先頭車（モ7001・モ7002）が、2008年12月から静態保存されている。モ7001は前頭部を改修し、デビュー当時の原形に近い外観に復元された。通常は非公開だがイベント時のみ公開される。
中京競馬場
2002年に廃車された7027編成のうちの3両（モ7027・モ7092・モ7028）が、2002年8月から場内にある「パノラマステーション」で静態保存されている。運転台ではミュージックホーンを鳴らすことも可能である。中間車モ7092は車内をカフェテリアに改造されている。カフェテリアはのちに営業が中止されたが、競馬場施設改装に伴ってパノラマカーもリニューアルされ、2012年3月3日に公開が再開されている。競馬開催日・場外馬券発売日には車内と運転台を公開している。尚､2022年3月からは新型コロナウイルス感染症予防の為運転台の公開を中止している｡
これらのほか、モ7019の運転台や白帯車の座席が岐阜県可児市の名鉄資料館に保存展示されており、見学が可能であった。

## 編成表
7000系は組成変更が多かったため、ここでは1985年時点・2004年時点についてのみ車両番号を記載する。ただし、7000系の2両編成・8両編成・10両編成についてはこの限りではない。
凡例
Tc …制御車、M …電動車、T…付随車（後ろの数字が1なら奇数番号・2なら偶数番号）
CON…制御装置、MG…補助電源装置（電動発電機）、CP…電動空気圧縮機、PT…集電装置

### 7000系登場当時の基本的な編成
| [ 注 3 ] | ← 豊橋岐阜 → | ← 豊橋岐阜 → | ← 豊橋岐阜 → | ← 豊橋岐阜 → | ← 豊橋岐阜 → | ← 豊橋岐阜 → |
| 形式     | モ7000       | モ7150       | モ7150       | モ7050       | モ7050       | モ7000       |
| 区分     | Mc1          | M2           | M1           | M2           | M1           | Mc2          |
| 搭載機器 | MG,CP        | CON,PT       | MG,CP        | CON,PT       | MG,CP        | CON,PT       |
| 定員     | 100          | 100          | 100          | 100          | 100          | 100          |

### 1985年時点の編成
7000系6両編成 
| [ 225 ]  | ← 豊橋岐阜 → | ← 豊橋岐阜 → | ← 豊橋岐阜 → | ← 豊橋岐阜 → | ← 豊橋岐阜 → | ← 豊橋岐阜 → |
| 形式     | モ7000       | モ7150       | モ7150       | モ7050       | モ7050       | モ7000       |
| 区分     | Mc1          | M2           | M1           | M2           | M1           | Mc2          |
| 車両番号 | 7005         | 7156         | 7105         | 7106         | 7055         | 7006         |
| 車両番号 | 7007         | 7158         | 7107         | 7108         | 7057         | 7008         |
| 車両番号 | 7009         | 7160         | 7109         | 7110         | 7059         | 7010         |
| 車両番号 | 7011         | 7162         | 7111         | 7112         | 7061         | 7012         |
| 車両番号 | 7013         | 7164         | 7089         | 7092         | 7063         | 7014         |
| 車両番号 | 7045         | 7086         | 7085         | 7088         | 7087         | 7046         |

7000系4両編成豊橋方先頭車の車両番号末尾に「※」をつけた編成は特急専用編成の「白帯車」。
| [ 225 ]  | ← 豊橋岐阜 → | ← 豊橋岐阜 → | ← 豊橋岐阜 → | ← 豊橋岐阜 → | ← 豊橋岐阜 → | ← 豊橋岐阜 → |
| 形式     | モ7000       | モ7050       | モ7050       | モ7000       |              |              |
| 区分     | Mc1          | M2           | M1           | Mc2          |              |              |
| 車両番号 | 7001※        | 7152         | 7051         | 7002         |              |              |
| 車両番号 | 7003※        | 7154         | 7053         | 7004         |              |              |
| 車両番号 | 7015         | 7066         | 7065         | 7016         |              |              |
| 車両番号 | 7017         | 7068         | 7067         | 7018         |              |              |
| 車両番号 | 7019         | 7070         | 7069         | 7020         |              |              |
| 車両番号 | 7021※        | 7072         | 7071         | 7022         |              |              |
| 車両番号 | 7023※        | 7074         | 7073         | 7024         |              |              |
| 車両番号 | 7025         | 7052         | 7151         | 7026         |              |              |
| 車両番号 | 7027         | 7054         | 7153         | 7028         |              |              |
| 車両番号 | 7029※        | 7076         | 7075         | 7030         |              |              |
| 車両番号 | 7031※        | 7078         | 7077         | 7032         |              |              |
| 車両番号 | 7033※        | 7060         | 7159         | 7034         |              |              |
| 車両番号 | 7035※        | 7056         | 7155         | 7036         |              |              |
| 車両番号 | 7037※        | 7058         | 7157         | 7038         |              |              |
| 車両番号 | 7039※        | 7080         | 7079         | 7040         |              |              |
| 車両番号 | 7041※        | 7082         | 7081         | 7042         |              |              |
| 車両番号 | 7043         | 7084         | 7083         | 7044         |              |              |
| 車両番号 | 7047※        | 7090         | 7091         | 7048         |              |              |

7700系・7100系4両編成モ7102・モ7103の形式はモ7050形のままで変更されていない。
| [ 225 ]             | ← 豊橋岐阜 →      | ← 豊橋岐阜 →      | ← 豊橋岐阜 →      | ← 豊橋岐阜 →      | ← 豊橋岐阜 → | ← 豊橋岐阜 → |
| 形式 （）内は7100系 | モ7700 （モ7100） | モ7750 （モ7050） | モ7750 （モ7050） | モ7700 （モ7100） |              |              |
| 区分                | Mc1               | M2                | M1                | Mc2               |              |              |
| 車両番号            | 7101              | 7102              | 7103              | 7104              |              |              |
| 車両番号            | 7701              | 7752              | 7751              | 7702              |              |              |
| 車両番号            | 7703              | 7754              | 7753              | 7704              |              |              |
| 車両番号            | 7705              | 7756              | 7755              | 7706              |              |              |
| 車両番号            | 7707              | 7758              | 7757              | 7708              |              |              |

7700系2両編成4編成とも特急専用編成の「白帯車」。
| [ 225 ]  | ← 豊橋岐阜 → | ← 豊橋岐阜 → |
| 形式     | モ7700       | モ7700       |
| 区分     | Mc1          | Mc2          |
| 車両番号 | 7709         | 7710         |
| 車両番号 | 7711         | 7712         |
| 車両番号 | 7713         | 7714         |
| 車両番号 | 7715         | 7716         |

### 2004年時点の編成
7000系・7700系6両編成
| [ 201 ]  | ← 豊橋岐阜 → | ← 豊橋岐阜 → | ← 豊橋岐阜 → | ← 豊橋岐阜 → | ← 豊橋岐阜 → | ← 豊橋岐阜 → |
| 形式     | モ7000       | モ7150       | モ7050       | モ7050       | モ7050       | モ7000       |
| 区分     | Mc1          | M2           | M1           | M2           | M1           | Mc2          |
| 車両番号 | 7001         | 7152         | 7757         | 7758         | 7051         | 7002         |
| 車両番号 | 7005         | 7156         | 7105         | 7106         | 7055         | 7006         |
| 車両番号 | 7007         | 7158         | 7107         | 7108         | 7057         | 7008         |
| 車両番号 | 7009         | 7160         | 7109         | 7110         | 7059         | 7010         |
| 車両番号 | 7013         | 7164         | 7111         | 7112         | 7063         | 7014         |
| 車両番号 | 7019         | 7070         | 7751         | 7752         | 7069         | 7020         |
| 車両番号 | 7025         | 7088         | 7755         | 7756         | 7085         | 7026         |
| 車両番号 | 7045         | 7086         | 7103         | 7102         | 7087         | 7046         |

7000系・7700系4両編成
| [ 201 ]  | ← 豊橋岐阜 → | ← 豊橋岐阜 → | ← 豊橋岐阜 → | ← 豊橋岐阜 → | ← 豊橋岐阜 → | ← 豊橋岐阜 → |
| 形式     | モ7000       | モ7050       | モ7050       | モ7000       |              |              |
| 区分     | Mc1          | M2           | M1           | Mc2          |              |              |
| 車両番号 | 7003         | 7154         | 7053         | 7004         |              |              |
| 車両番号 | 7011         | 7162         | 7061         | 7012         |              |              |
| 車両番号 | 7017         | 7068         | 7067         | 7018         |              |              |
| 車両番号 | 7033         | 7060         | 7159         | 7034         |              |              |
| 車両番号 | 7035         | 7056         | 7155         | 7036         |              |              |
| 車両番号 | 7037         | 7058         | 7157         | 7038         |              |              |
| 車両番号 | 7041         | 7082         | 7081         | 7042         |              |              |
| 車両番号 | 7043         | 7754         | 7753         | 7044         |              |              |
| 車両番号 | 7047         | 7090         | 7091         | 7048         |              |              |

7700系・7100系2両編成
すべてワンマン対応車両。
| [ 201 ]             | ← 豊橋岐阜 →      | ← 豊橋岐阜 →      |
| 形式 （）内は7100系 | モ7700 （モ7100） | モ7700 （モ7100） |
| 区分                | Mc1               | Mc2               |
| 車両番号            | 7101              | 7104              |
| 車両番号            | 7701              | 7702              |
| 車両番号            | 7703              | 7704              |
| 車両番号            | 7705              | 7706              |
| 車両番号            | 7707              | 7708              |
| 車両番号            | 7709              | 7710              |
| 車両番号            | 7711              | 7712              |
| 車両番号            | 7713              | 7714              |
| 車両番号            | 7715              | 7716              |

### その他特別な編成
7000系10両編成
1961年9月に映画撮影と試験を兼ねて行われた試運転での編成。
|          | ← 豊橋岐阜 → |        |        |        |        |        |        |        |        |        |
| 形式     | モ7000       | モ7150 | モ7150 | モ7050 | モ7050 | モ7150 | モ7150 | モ7050 | モ7050 | モ7000 |
| 区分     | Mc1          | M2     | M1     | M2     | M1     | M2     | M1     | M2     | M1     | Mc2    |
| 車両番号 | 7001         | 7152   | 7151   | 7052   | 7051   | 7154   | 7153   | 7054   | 7053   | 7004   |

7000系2両編成
この編成で運行されたのは、1963年5月26日の団体臨時列車のみ。
|          | ← 豊橋岐阜 → |        |
| 形式     | モ7000       | モ7000 |
| 区分     | Mc1          | Mc2    |
| 車両番号 | 7001         | 7002   |

7000系8両編成1967年12月末から1968年5月までこの編成で運用された。
|          | ← 豊橋岐阜 → |        |        |        |        |        |        |        |
| 形式     | モ7000       | モ7150 | モ7150 | モ7050 | モ7150 | モ7050 | モ7050 | モ7000 |
| 区分     | Mc1          | M2     | M1     | M2     | M1     | M2     | M1     | Mc2    |
| 車両番号 | 7005         | 7156   | 7157   | 7058   | 7155   | 7056   | 7055   | 7006   |
| 車両番号 | 7013         | 7164   | 7161   | 7062   | 7163   | 7064   | 7063   | 7014   |

7000系8両編成1968年5月から1968年9月までこの編成で運用された。
|          | ← 豊橋岐阜 → |        |        |        |        |        |        |        |
| 形式     | モ7000       | モ7150 | モ7150 | モ7050 | モ7150 | モ7050 | モ7050 | モ7000 |
| 区分     | Mc1          | M2     | M1     | M2     | M1     | M2     | M1     | Mc2    |
| 車両番号 | 7005         | 7156   | 7157   | 7058   | 7155   | 7056   | 7055   | 7006   |
| 車両番号 | 7013         | 7164   | 7151   | 7052   | 7153   | 7054   | 7063   | 7014   |

7000系「白帯車」6両編成この編成で運行されたのは、1985年9月29日の団体臨時列車のみ。
|          | ← 豊橋岐阜 → |        |        |        |        |        |
| 形式     | モ7000       | モ7050 | モ7050 | モ7050 | モ7050 | モ7000 |
| 区分     | Mc1          | M2     | M1     | M2     | M1     | Mc2    |
| 車両番号 | 7001         | 7152   | 7051   | 7154   | 7053   | 7002   |